# リブリッツィ
リブリッツィ（イタリア語: Librizzi）は、イタリア共和国シチリア州メッシーナ県にある、人口約1,600人の基礎自治体（コムーネ）。

## 地理

### 位置・広がり
メッシーナ県中部のコムーネ。県都メッシーナから西南西へ53kmの距離にある。

#### 隣接コムーネ
隣接するコムーネは以下の通り。
- モンタニャレアーレ
- モンタルバーノ・エリコーナ
- パッティ
- サン・ピエーロ・パッティ
- サンタンジェロ・ディ・ブローロ

## 行政

### 分離集落
リブリッツィには、以下の分離集落（フラツィオーネ）がある。
- Colla Maffone, Murmari, Nasidi, San Pancrazio, Santa Venera, Vallonevina Sup. e Inf., Acquaverni